# جوز (بربرود الشرقي)
جوز (بالفارسية: جوز) هي قرية تقع في إيران في قسم بربرود الشرقي الریفي. يقدر عدد سكانها بـ 284 نسمة بحسب إحصاء 2016.